# 市 (インドネシア)
インドネシアにおける市（し）、ないし、コタ（インドネシア語: kota）は、県（カブパテン、kabupaten）と同格に位置付けられる第2級行政区画である。市と県の違いは、市に非農業的経済活動が集中し、密度が高い人口があるのに対し、県はもっぱら農村地域からなっており、面積の上では市よりもずっと大きいとことにある。インドネシアの歴史を通して、市はいくつかの異なる形で定義されてきた。
インドネシア語の公式辞典である『インドネシア語大辞典』は、市を意味するコタを「密度が高く人口が集中する地域で近代的諸施設が備わっており、人口の大部分が農業以外の仕事に就いているところ」と説明している。

## 歴史的定義

バイテンゾルフ（現在のボゴール）は、1905年4月1日にオランダ領東インド政府からヘメーンテ、すなわち市としての地位を与えられた

### ヘメーンテ/基礎自治体
オランダ領東インド時代において、1903年の分権法以降、市は、ヘメーンテ（オランダ語: gemeente）と称される基礎自治体として統治された。ヘメーンテは、レジデンシー (residentie) やグーベルネメント (gouvernement) の下に置かれる第3級行政区画であった。

### コタ・べサルとコタ・クチル
1948年の法第22号 (the Act Number 22 of 1948) の修正以降、コタ・べサル（大きな市、kota besar）とコタ・クチル（小さな市、自治区、kota kecil）という用語が用いられるようになった。コタ・べサルは、県（カブパテン）の都市版とされ、州の直下に置かれる第2級行政区画である。コタ・クチルは、比較的小さな都市地域であり、州、県に次ぐ第3級行政区画であった。

### コタラヤ、コタマディヤ、コタプラジャ
| 類型                      | 行政区画 | 同格 |
| ------------------------- | -------- | ---- |
| コタラヤ / Kotaraya       | 第1級    | 州   |
| コタマディヤ' / Kotamadya | 第2級    | 県   |
| コタプラジャ / Kotapraja  | 第3級    | 郡   |

1965年の法第18号 (the Act Number 18 of 1965) により、インドネシアの市はコタラヤ（kotaraya、大都市、第1級行政区画）、コタマディヤ（kotamadya、中都市、第2級行政区画）、コタプラジャ（kotapraja、小都市ないし町、第3級行政区画）の3つに分類されることとなった。コタラヤは州と同格であり、コタマディヤは県、コタプラジャは郡と同格である。コタラヤの地位を与えられたのはジャカルタだけであり、これはインドネシアの首都としての機能に由来する。
1974年に、コタラヤとコタプラジャは用語としては廃止され、以降1999年までインドネシアの都市地域のほとんどの部分はコタマディヤと称された。ジャカルタは引き続き、州と同格の唯一の都市地域であった。

### コタ・アドミニストラティフ
1974年の法第5号の修正によって、新たにコタ・アドミニストラティフ（行政町、kota administratif）が新たに導入された（コタ・アドミニストラシ、行政市、kota administrasi）と混同してはならない）。コタ・アドミニストラティフの地位は、県の領域内の町に、町の成長、発展に応じて必要とされた場合に与えられるものである。コタ・アドミニストラティフは、自治体ではなく自前の立法機関を持っていないが、所属する県に対して応答する責任を負っている。 コタ・アドミニストラティフという用語は、1999年の法第22号の修正によって廃止され、すべてのコタ・アドミニストラティフは、市（コタ、kota）としての地位を獲得するか、解体されて帰属する県に吸収されるか、いずれかの道をたどった。

### コタ
スハルト後の時代になると、コタマディヤに代わって、コタ (kota) という用語が用いられるようになった。コタの長である市長（ワリコタ、walikota）は、直接選挙で選出され、5年任期を務め、さらに1期5年の再任が可能である。コタは、さらにクチャマタンと通称される郡に下位区分される。

## 市としてのジャカルタ

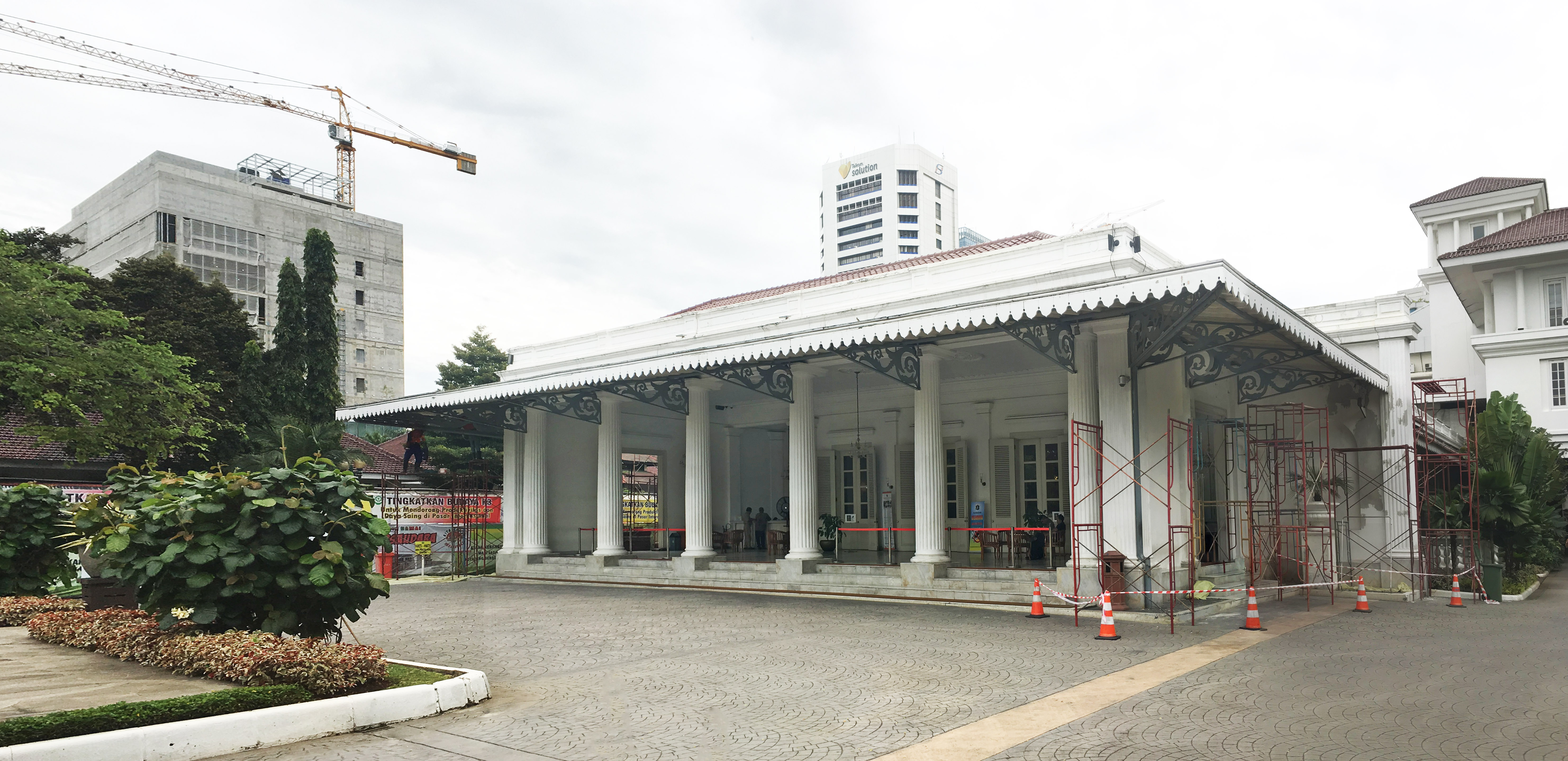
ジャカルタ首都特別州知事が所在するジャカルタ市庁。

オランダ海上帝国において、当時バタヴィアとして知られていたジャカルタは、一帶の諸島の中で最初に開発された都市であった。1621年3月4日には最初の市政府 (stad) がバタヴィアに設けられ、1905年4月1日にはオランダ領東インドで最初の基礎自治体（ヘメーンテ）となった。インドネシアの独立に際して、ジャカルタ市は西ジャワ州の一部とされた。1957年の法第1号 (the Act Number 1 of 1957) の発布により、ジャカルタは、インドネシア初の州と同格の市となった。現在では、インドネシアの法体系の中で、ジャカルタは（特別）州として言及されるようになっているが、依然として広く市としても言及されている。国際連合 (UN) は、統計データベース UNdata において、ジャカルタを市 (city) として扱っている。
ジャカルタ首都特別州は、5つの行政町（コタ・アドミニストラティフ）と1つの行政県から成っている。インドネシアの他の諸都市とは異なり、ジャカルタの行政町は自治体ではなく、もっぱら行政上の目的から設けられている。行政町には、議会は設けられておらず、首長も選挙によらず、ジャカルタ知事の任命により選任される。インドネシアの地方行政制度の専門家であるリャス・ラシード (Ryas Rasyid) は、ジャカルタについて「市として経営されている州」だと述べている。第17代ジャカルタ知事のアニス・バスウェダンは、「ジャカルタはわずか600平方キロメートルの面積しかない。ジャカルタは州としての格をもった市なのである。」と断じている。州知事が「州知事庁舎」で執務するインドネシアの他の36州とは異なり、ジャカルタ知事は「市庁舎」 (Balai Kota DKI Jakarta) で執務する。

## 創設順の市の一覧
| 市                     | 創設                      | 当初の形態                                       | 現在の所属州           |
| ---------------------- | ------------------------- | ------------------------------------------------ | ---------------------- |
| ジャカルタ[a]          | 1621年3月4日              | シュタット (Stad)                                | ジャカルタ首都特別州   |
| ボゴール[b]            | 1905年4月1日              | ヘメーンテ                                       | 西ジャワ州             |
| バンドン               | 1906年4月1日              | ヘメーンテ                                       | 西ジャワ州             |
| ブリタール             | 1906年4月1日              | ヘメーンテ                                       | 東ジャワ州             |
| チルボン               | 1906年4月1日              | ヘメーンテ                                       | 西ジャワ州             |
| クディリ               | 1906年4月1日              | ヘメーンテ                                       | 東ジャワ州             |
| マカッサル             | 1906年4月1日              | ヘメーンテ                                       | 南スラウェシ州         |
| マゲラン               | 1906年4月1日              | ヘメーンテ                                       | 中部ジャワ州           |
| パダン                 | 1906年4月1日              | ヘメーンテ                                       | 西スマトラ州           |
| パレンバン             | 1906年4月1日              | ヘメーンテ                                       | 南スマトラ州           |
| ペカロンガン           | 1906年4月1日              | ヘメーンテ                                       | 中部ジャワ州           |
| スマラン               | 1906年4月1日              | ヘメーンテ                                       | 中部ジャワ州           |
| スラバヤ               | 1906年4月1日              | ヘメーンテ                                       | 東ジャワ州             |
| テガル                 | 1906年4月1日              | ヘメーンテ                                       | 中部ジャワ州           |
| メダン                 | 1909年4月1日              | ヘメーンテ                                       | 北スマトラ州           |
| マラン                 | 1914年4月1日              | ヘメーンテ                                       | 東ジャワ州             |
| スカブミ               | 1914年4月1日              | ヘメーンテ                                       | 西ジャワ州             |
| ビンジャイ             | 1917年7月1日              | ヘメーンテ                                       | 北スマトラ州           |
| プマタン・シアンタール | 1917年7月1日              | ヘメーンテ                                       | 北スマトラ州           |
| タンジュン・バライ     | 1917年7月1日              | ヘメーンテ                                       | 北スマトラ州           |
| トゥビン・ティンギ     | 1917年7月1日              | ヘメーンテ                                       | 北スマトラ州           |
| サラティガ             | 1917年7月1日              | ヘメーンテ                                       | 中部ジャワ州           |
| マディウン             | 1918年6月20日             | ヘメーンテ                                       | 東ジャワ州             |
| モジョケルト           | 1918年6月20日             | ヘメーンテ                                       | 東ジャワ州             |
| パスルアン             | 1918年6月20日             | ヘメーンテ                                       | 東ジャワ州             |
| ブキティンギ[c]        | 1918年7月1日              | ヘメーンテ                                       | 西スマトラ州           |
| プロボリンゴ           | 1918年7月1日              | ヘメーンテ                                       | 東ジャワ州             |
| サワルント             | 1918年7月1日              | ヘメーンテ                                       | 西スマトラ州           |
| バンジャルマシン       | 1919年7月1日              | ヘメーンテ                                       | 南カリマンタン州       |
| マナド                 | 1919年7月1日              | ヘメーンテ                                       | 北スラウェシ州         |
| バンダ・アチェ[d]      | 1946年5月17日             | コタ・オトノムB (Kota otonom B)                  | アチェ州               |
| ブンクル               | 1946年5月17日             | コタ・オトノムB (Kota otonom B)                  | ブンクル州             |
| ジャンビ               | 1946年5月17日             | コタ・オトノムB (Kota otonom B)                  | ジャンビ州             |
| パンカルピナン         | 1946年5月17日             | コタ・オトノムB (Kota otonom B)                  | バンカ・ブリトゥン州   |
| プカンバル             | 1946年5月17日             | コタ・オトノムB (Kota otonom B)                  | リアウ州               |
| シボルガ               | 1946年5月17日             | コタ・オトノムB (Kota otonom B)                  | 北スマトラ州           |
| バンダールランプン[e]  | 1946年5月17日             | コタ・オトノムB (Kota otonom B)                  | ランプン州             |
| ポンティアナック       | 1946年8月14日             | ラントシャプス＝へメーンテ (Landschaps-gemeente) | 西カリマンタン州       |
| スラカルタ             | 1947年6月5日              | ハミンタ・コタ (Haminte Kota)                    | 中部ジャワ州           |
| ジョグジャカルタ       | 1947年6月8日              | ハミンタ・コタ (Haminte Kota)                    | ジョグジャカルタ特別州 |
| パダン・パンジャン     | 1956年3月23日             | コタ・クチル (Kota Kecil)                        | 西スマトラ州           |
| パヤクンブ             | 1956年3月23日             | コタ・クチル (Kota Kecil)                        | 西スマトラ州           |
| ソロク                 | 1956年3月23日             | コタ・クチル (Kota Kecil)                        | 西スマトラ州           |
| パランカラヤ           | 17 July 1957年7月17日     | コタプラジャ (Kotapraja) 第2級                   | 中部カリマンタン州     |
| アンボン               | 1958年7月31日             | コタプラジャ (Kotapraja) 第2級                   | マルク州               |
| バリクパパン           | 1959年7月4日              | コタプラジャ (Kotapraja) 第2級                   | 東カリマンタン州       |
| ゴロンタロ             | 1959年7月4日              | コタプラジャ (Kotapraja) 第2級                   | ゴロンタロ州           |
| パレパレ               | 1959年7月4日              | コタプラジャ (Kotapraja) 第2級                   | 南スラウェシ州         |
| サマリンダ             | 1959年7月4日              | コタプラジャ (Kotapraja) 第2級                   | 東カリマンタン州       |
| サバン                 | 1965年6月14日             | コタプラジャ (Kotapraja) 第2級                   | アチェ州               |
| バタム                 | 1983年12月7日             | コタマディヤ (Kotamadya)                         | リアウ諸島州           |
| ビツン                 | 1990年8月15日             | コタマディヤ (Kotamadya)                         | 北スラウェシ州         |
| デンパサール           | 1992年1月15日             | コタマディヤ (Kotamadya)                         | バリ州                 |
| タンゲラン             | 27 February 1993年2月27日 | コタマディヤ (Kotamadya)                         | バンテン州             |
| マタラム               | 1993年7月26日             | コタマディヤ (Kotamadya)                         | 西ヌサ・トゥンガラ州   |
| ジャヤプラ             | 1993年8月2日              | コタマディヤ (Kotamadya)                         | パプア州               |
| パル                   | 1994年7月22日             | コタマディヤ (Kotamadya)                         | 中部スラウェシ州       |
| ケンダリ               | 1995年8月3日              | コタマディヤ (Kotamadya)                         | 南東スラウェシ州       |
| クパン                 | 1996年4月11日             | コタマディヤ (Kotamadya)                         | 東ヌサ・トゥンガラ州   |
| ブカシ                 | 1996年12月16日            | コタマディヤ (Kotamadya)                         | 西ジャワ州             |
| タラカン               | 1997年10月8日             | コタマディヤ (Kotamadya)                         | 北カリマンタン州       |
| バンジャルバル         | 1999年4月20日             | コタマディヤ (Kotamadya)                         | 南カリマンタン州       |
| チレゴン               | 1999年4月20日             | コタマディヤ (Kotamadya)                         | バンテン州             |
| デポック               | 1999年4月20日             | コタマディヤ (Kotamadya)                         | 西ジャワ州             |
| ドゥマイ               | 1999年4月20日             | コタマディヤ (Kotamadya)                         | リアウ州               |
| メトロ                 | 1999年4月20日             | コタマディヤ (Kotamadya)                         | ランプン州             |
| テルナテ               | 1999年4月20日             | コタマディヤ (Kotamadya)                         | 北マルク州             |
| ボンタン               | 1999年10月4日             | コタ (Kota)                                      | 東カリマンタン州       |
| ソロン                 | 1999年10月4日             | コタ (Kota)                                      | 西パプア州             |
| バトゥ                 | 2001年6月21日             | コタ (Kota)                                      | 東ジャワ州             |
| バウバウ               | 2001年6月21日             | コタ (Kota)                                      | 南東スラウェシ州       |
| チマヒ                 | 2001年6月21日             | コタ (Kota)                                      | 西ジャワ州             |
| ランサ                 | 2001年6月21日             | コタ (Kota)                                      | アチェ州               |
| ロークスマウェ         | 2001年6月21日             | コタ (Kota)                                      | アチェ州               |
| ルブクリンガウ         | 2001年6月21日             | コタ (Kota)                                      | 南スマトラ州           |
| パダン・シデムプアン   | 2001年6月21日             | コタ (Kota)                                      | 北スマトラ州           |
| パガー・アラム         | 2001年6月21日             | コタ (Kota)                                      | 南スマトラ州           |
| プラブムリー           | 2001年6月21日             | コタ (Kota)                                      | 南スマトラ州           |
| シンカワン             | 2001年6月21日             | コタ (Kota)                                      | 西カリマンタン州       |
| タンジュン・ピナン     | 2001年6月21日             | コタ (Kota)                                      | リアウ諸島州           |
| タシクマラヤ           | 2001年6月21日             | コタ (Kota)                                      | 西ジャワ州             |
| ビマ                   | 2002年4月10日             | コタ (Kota)                                      | 西ヌサ・トゥンガラ州   |
| ポロポ                 | 2002年4月10日             | コタ (Kota)                                      | 南スラウェシ州         |
| パリアマン             | 2002年4月10日             | コタ (Kota)                                      | 西スマトラ州           |
| バンジャル             | 2002年12月11日            | コタ (Kota)                                      | 西ジャワ州             |
| ティドレ               | 2003年2月25日             | コタ (Kota)                                      | 北マルク州             |
| トモホン               | 2003年2月25日             | コタ (Kota)                                      | 北スラウェシ州         |
| コタモバグ             | 2007年1月2日              | コタ (Kota)                                      | 北スラウェシ州         |
| スブルサラム           | 2007年1月2日              | コタ (Kota)                                      | アチェ州               |
| セラン                 | 2007年8月10日             | コタ (Kota)                                      | バンテン州             |
| トゥアル               | 2007年8月10日             | コタ (Kota)                                      | マルク州               |
| スンガイ・ぺヌー       | 2008年7月21日             | コタ (Kota)                                      | ジャンビ州             |
| グヌンシトリ           | 2008年11月26日            | コタ (Kota)                                      | 北スマトラ州           |
| 南タンゲラン           | 2008年11月26日            | コタ (Kota)                                      | バンテン州             |

注釈
- ^[a] バタヴィアとして創設
- ^[b] バイテンゾルフ（英語版）として創設
- ^[c] フォート・デ・コック（英語版）として創設
- ^[d] コタラジャとして創設
- ^[e] タンジュンカランとテルクベトンとして創設